# Vredeskapel (Melderslo)

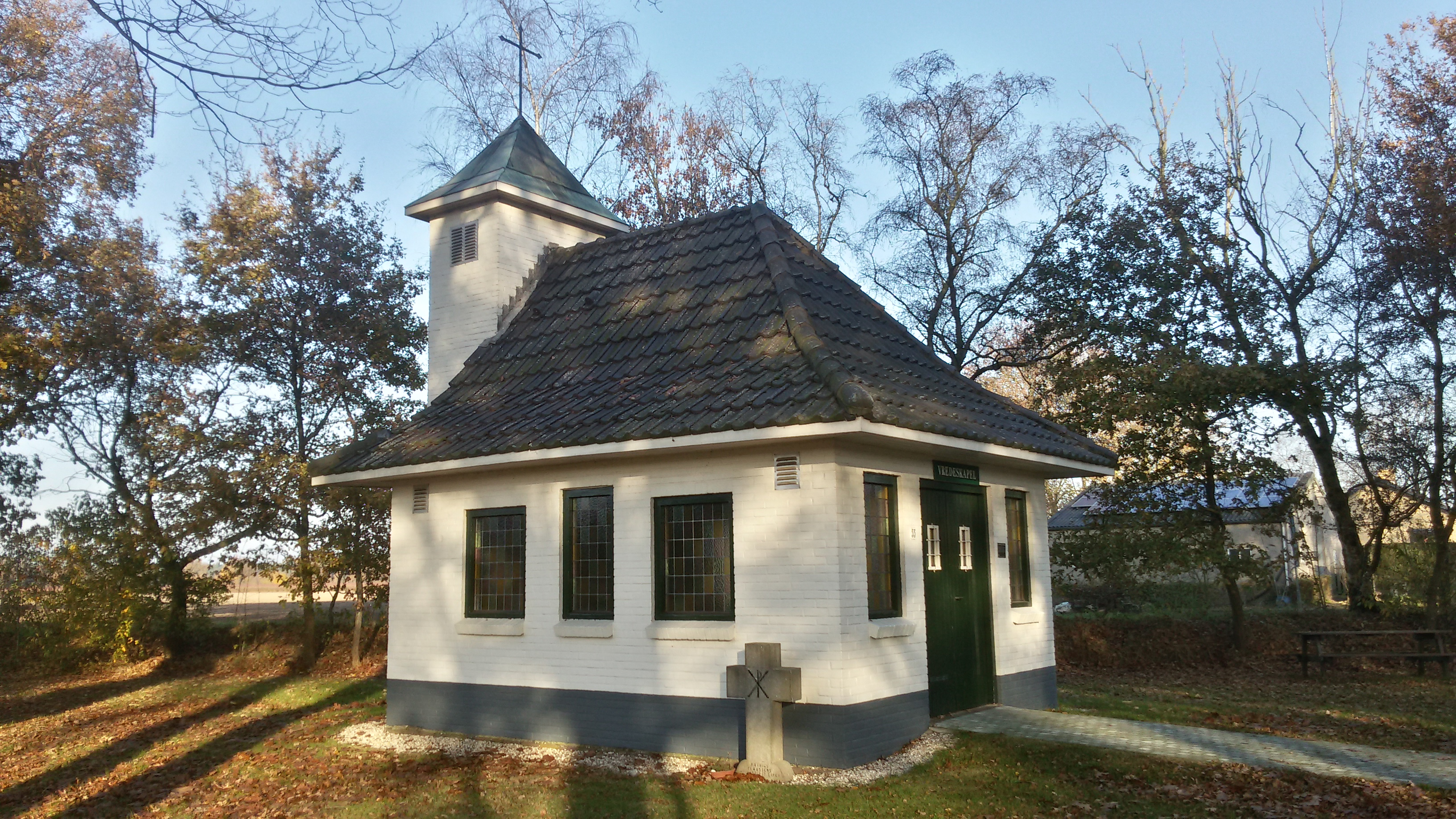
De Vredeskapel in Melderslo

De Vredeskapel is een kapel in Melderslo in de Nederlands Noord-Limburgse gemeente Horst aan de Maas. De kapel staat aan de splitsing van de Broekhuizerdijk met de Nieuwenhofweg ten oosten van het dorp aan de Langevensche Loop.
De kapel is gewijd aan Maria, Koningin van de Vrede.
Tegen de linker gevel staat een grafsteen van Mathias Claassens.

## Geschiedenis
In mei 1940 vielen de Duitsers Nederland binnen. Om bescherming te vragen van Maria, bouwde Mathijs Claassens kort na de inval de Vredeskapel.

## Gebouw
De wit geschilderde bakstenen kapel is opgetrokken op een rechthoekig plattegrond en wordt gedekt door een gedeeltelijk schilddak met pannen en een geknikte dakvoet. De kapel heeft een klokkentoren met een tentdak die boven de kapel uitsteekt en in de achtergeval uitgebouwd is. De beide zijgevels bevatten drie rechthoekige vensters, waarvan de middelste iets hoger en smaller is. De frontgevel bevat de toegang tot de kapel met links en rechts ervan een rechthoekig venster. Boven de ingang is een tekst aangebracht met de naam van de kapel.
Van binnen is de kapel wit gestuukt en tegen de achterwand is het altaar geplaatst dat bekleed is met tegels. Boven het altaar is in de achterwand een rondboogvormige nis aangebracht die voorzien is van een blauwe achtergrond. In de nis staat een wit beeld van een gekroonde moeder Maria met op haar arm een gekroond kindje Jezus. Rond de boog is een tekstbord aangebracht met de tekst:

MOEDER MARIA WY SMEKEN U VERKRYG ONS DE VREDE IN CHRISTUS